# Karl Heinz Mommertz
Karl Heinz Mommertz (* 28. September 1929 in Aachen; † 14. Mai 2016 ebenda) war ein deutscher Ingenieur.

## Leben
Karl Heinz Mommertz, Sohn von Therese Mommertz, geborene Sieberichs, und Wilhelm Mommertz, besuchte das Realgymnasium in Aachen, studierte Maschinenbau an der TH Aachhen, wurde 1959 Diplom-Ingenieur und wurde im selben Jahr mit seiner Dissertation Glättung pulsierender Gasströme mit Düsen von der TU Clausthal zum Dr.-Ing. promoviert. Er warvon 1956 bis 1959 Assistent am Institut für Maschinenwesen und Elektrotechnik der TU Clausthul. Anschließend arbeitete er in technisch-betriebswirtschaftlichen Stabsabteilungen verschiedener Stahlunternehmen, so von 1959 bis 1964 bei der Aktiongesellschaft Bochumer Verein für Gußstahlfabrikation (später Krupp Stahl AG, eine Tochter der Friedrich Krupp AG) und von 1964 bis 1966 als Oberingenieur und Leiter der technischen Betriebswirtschaft der Hütte Bremen der Klöckner-Werke AG.
Von 1966 bis 1968 war Mommertz Leiter der Energie- und Betriebswirtschaftsstelle im Verein Deutscher Eisenhüttenleute in Düsseldorf. 1968 initiierte er die Gründung des  Betriebsforschungsinstituts (BFI) des VDEh für angewandte Forschung GmbH und BFI-Betriebstechnik GmbH, in dem die Energie- und Betriebswirtschaftsstelle und die Wärmestelle aufgegangen sind und das 1971 eine gemeinnützige GmbH wurde mit Mommertz als Gründungsdirektor und Geschäftsführer. Er baute das Institut zu einem Zentrum betriebsnaher Stahlforschung aus. 1994 trat er in den Ruhestand.
Mommertz war neben seiner Institutsarbeit Mitglied des Präsidiums und Vorsitzender des Wissenschaftlichen Rates der Arbeitsgemeinschaft industrieller Forschungsvereinigungen „Otto von Guericke“ (AiF). Er förderte dort die anwendungsnahe Gemeinschaftsforschung und wirkte an der Verkürzung der Antrags- und Bewilligungsverfahren mit sowie an der Modernisierung der Auftrags- und Begutachtungsverfahren, so dass er sich um die Erfolgskontrolle und Steuerung der industriellen Forschungs verdient gemacht hat. Dazu war Mommertz Vorstandsvorsitzender des Fachinformationszentrums Werkstoffe bei der Bundesanstalt für Materialforschung und -prüfung (BAM). Seit 1979 lehrte er als Honorarprofessor für Produktionstechnik Technische Betriebswirtschaft an der TH bzw. RWTH Aachen.
Karl Heinz Mommertz war katholisch und hatte zwei Kinder (Stefan und Eckard).

## Ehrungen
- 1981: Ehrenprofessor der Technischen Hochschule für Stahl und Eisen Peking
- 1994: Ehrenmitglied des Ausschusses für Betriebswirtschaft des VDEh
- 1999: Otto-von-Guericke-Medaille der Arbeitsgemeinschaft industrieller Forschungsvereinigungen „Otto von Guericke“ (AiF) in Anerkennung des ehrenamtlichen Engagements für die gemeinnützige Forschung und Entwicklung[5]
- 2002: Bundesverdienstkreuz am Bande[6]

## Veröffentlichungen
- Dissertation: Glättung pulsierender Gasströme mit Düsen, 1959
- Brandschutz von Stahlstützen durch Wasserkühlung, Düsseldorf : Verlag Stahleisen, 1970
- Entwicklung einer Datenbank als Informationssystem über die Eigenschaften von Stählen, Verlag Stahleisen, 1970
- Vom Bohren, Drehen und Fräsen : zur Kulturgeschichte d. Werkzeugmaschinen, München : Deutsches Museum, 1979
- Bohren, drehen und fräsen : Geschichte d. Werkzeugmaschinen, Reinbek bei Hamburg : Rowohlt, 1987, ISBN 978-3-499-17704-0